# Courageuse (1916)
La Courageuse est une canonnière de lutte anti-sous-marine de la Marine nationale française, l’un des 23 navires de classe Ardent construits. Elle a été lancée en 1916 au chantier naval de l’Arsenal de Rochefort et commissionnée dans la Marine nationale la même année. Le navire a servi durant la Première Guerre mondiale et l’entre-deux-guerres. Il a été rayé de la liste de la flotte en 1920.

## Conception
Les canonnières de classe Ardent ont été commandées dans le cadre du programme d’expansion de la flotte française de 1916 et 1917,. En 1916, l’état-major de la marine française commanda 23 canonnières anti-sous-marines (ASM), de 266 tonnes, à machines à vapeur à triple expansion, qui furent nommés « classe Ardent ». Les navires étaient fondamentalement identiques aux canonnières de classe Friponne. Ils s’en distinguaient principalement par le type de propulsion : les canonnières de classe Friponne utilisaient des moteurs Diesel, mais les navires de type Ardent étaient équipés de machines à vapeur, dans de nombreux cas récupérées sur de vieux torpilleurs mis hors service,. Ils différaient donc sensiblement les uns des autres en ce qui concerne la puissance et la vitesse. Ils avaient tous des étraves en forme d’arc, mais ils différaient par la forme des superstructures et leur équipement.
La Courageuse était conçue pour la lutte anti-sous-marine,. Sa coque avait une longueur hors tout de 60,2 mètres, une largeur de 7,2 mètres et un tirant d'eau de 2,9 mètres,,,,. Son déplacement était de 310 tonnes à charge normale et de 410 tonnes à pleine charge,.
La propulsion était assurée deux moteurs à vapeur verticaux à triple expansion d’une puissance de 1500 à 2200 ch, entraînant deux hélices,. La vapeur était fournie par deux chaudières à charbon système du Temple ou Normand,,,.. La vitesse maximale du navire était comprise entre 14 et 17 nœuds,,,,. Le navire transportait 85 tonnes de combustible, ce qui lui permettait d’atteindre une autonomie de 2000 milles marins à une vitesse de 10 nœuds,,,.
L’armement se composait de deux canons de 100 mm modèle 1897 L/45 et de deux rampes pour larguer des grenades anti-sous-marines,,,,.
L’équipage était composé de 55 officiers, officiers mariniers et matelots,,,,.

## Historique
La Courageuse a été construite au chantier naval de l’Arsenal de Rochefort,,,. Sa quille a été posée en 1916. Elle a été lancée le 13 juillet 1916 et mise en service dans la Marine nationale la même année,,,,.

### Première Guerre mondiale
Durant la guerre, la Courageuse a servi dans le golfe de Gascogne et en mer Méditerranée. Fin 1916, elle est affectée à la Division des patrouilles de la Méditerranée orientale,,.
En 1917, elle est grimée en navire-leurre en lui donnant l'allure d'un navire marchand pour tromper les sous-marins ennemis.

### Entre-deux-guerres
Tous les navires de classe Ardent ont survécu à la guerre. La majorité est convertie dans les années 1920 en dragueurs de mines, avec un équipement mécanique de dragage. Le navire a été ainsi converti entre 1918 et 1920,.
Le navire a été désarmé en mai 1920,,, condamné et vendu à la démolition en décembre 1921.

## Commandants
- Lieutenant de vaisseau Marie Raymond Ceillier : d’octobre 1916 à mars 1918[15],[16].
- LV Ernest Jean François Robert Cosme : du 31 mars 1918 à mai 1919[15],[17].